# Freightliner (Bahngesellschaft)

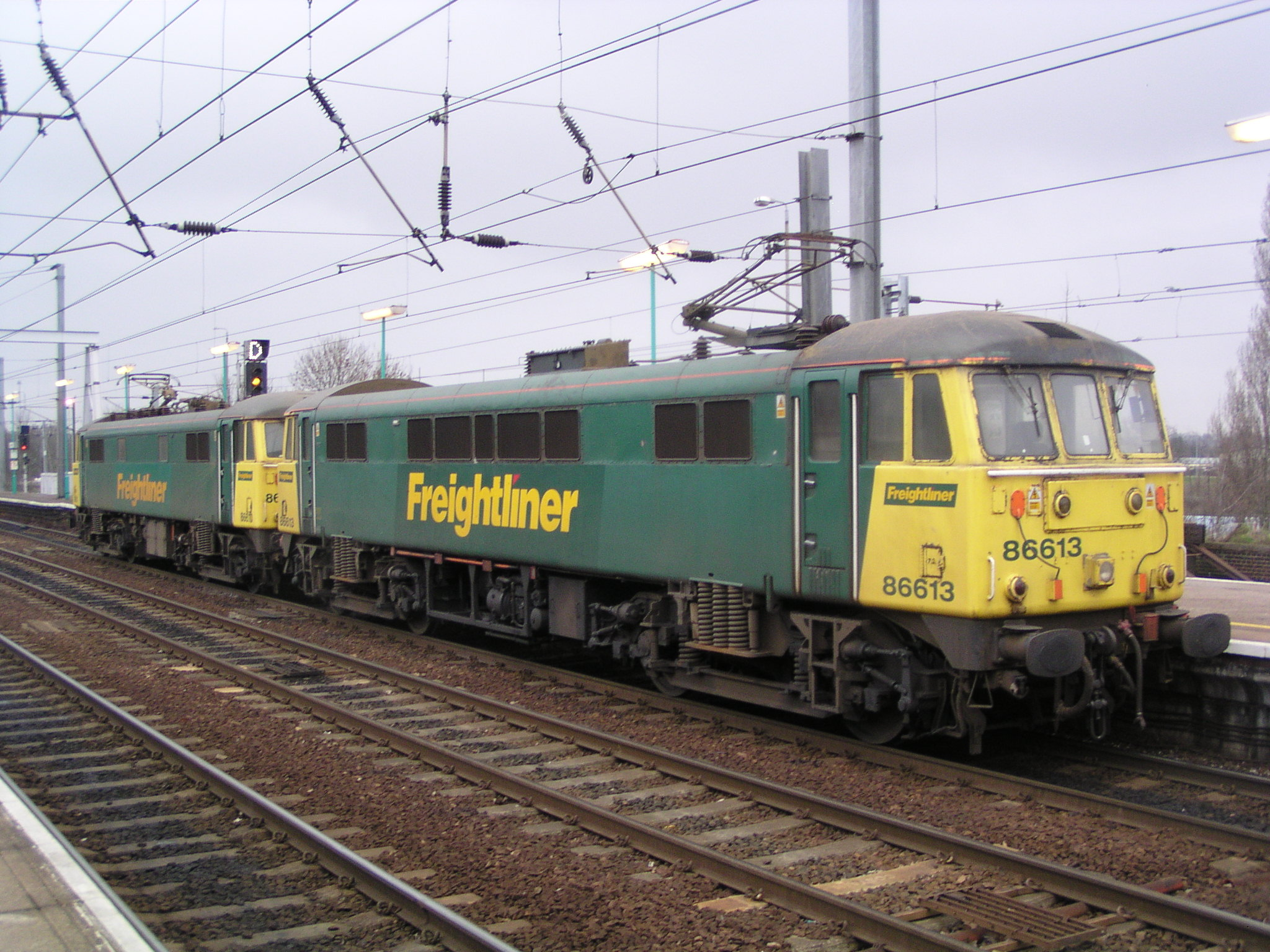
Elektrolokomotiven der Freightliner Group

Freightliner ist eine britische Eisenbahngesellschaft, die Güterverkehr – insbesondere den Transport von Containern und Schüttgut – anbietet. Die 1996 privatisierte und seither eigenständig betriebene Gesellschaft ist nach DB Cargo UK (ehemals English, Welsh & Scottish Railway (EWS)) der zweitgrößte Anbieter von Schienengüterverkehr in Großbritannien.
Ende Februar 2015 wurden 94 Prozent der Freightliner-Anteile vom US-Eisenbahnunternehmen Genesee and Wyoming Inc. für 755 Millionen USD übernommen.

## Entwicklung vor der Privatisierung
Im Jahr 1963 legte der damalige Vorsitzende der Aufsichtsbehörde „British Railways Board“ der Staatsbahn British Railways, Dr. Richard Beeching, einen Bericht zur Rationalisierung und Modernisierung des zunehmend verlustträchtigen britischen Bahnsystems vor. Bekannt und kritisiert wurde der Bericht und dessen Umsetzung in den folgenden Jahren vor allem aufgrund der als Beeching-Axt bezeichneten radikalen Streckenstilllegungen – britische Bahnstrecken mit einer Gesamtlänge von rund 10.000 Kilometern wurden aufgegeben.
Vergleichsweise unbemerkt blieb dagegen der zunächst zaghafte Einstieg von British Rail in den kombinierten Ladungsverkehr (KLV).

### Aufbau
Unter der Bezeichnung Freightliner wurde begonnen, ein Netz von Zugverbindungen zum Transport von Containern und Wechselbrücken zwischen den britischen Zentren einzurichten. Am 15. November 1965 fuhr der erste Freightliner-Zug von London King’s Cross nach Glasgow.
Schrittweise wurden weitere Verbindungen aufgenommen – 1966 nach Garston (Liverpool), 1967 nach Cardiff und Leeds, 1968 nach Southampton-Millbrook und 1969 nach Manchester sowie Birmingham. Ab 1970 wurde mit Tilbury ein weiteres Ziel im Großraum London angefahren. Mit der Aufnahme von Containerzug-Verbindungen zu den Häfen Southampton-Maritime und Felixstowe-South wurden ab 1972 zusätzliche Verknüpfungen für internationale Transporte geschaffen. In den Folgejahren wurde das Netz um weitere Zugläufe ergänzt – ab 1974 nach Barking, 1976 nach Coatbridge, 1979 nach Seaforth, 1983 nach Felixstowe-North, 1989 nach Middlesbrough/Cleveland und 1993 nach Thamesport (Isle of Grain, Kent). 1972 wurde der millionste Container im Freightliner-System befördert, im September 1981 der zehnmillionste.

### Freightliner als Teil der National Freight Corporation
Die zunächst als Teilbereich von British Rail angebotenen Freightliner-Verkehre wurden zum 19. November 1968 in eine eigene Gesellschaft, Freightliner Ltd, ausgegliedert. British Rail – weiterhin Betreiber der Züge, aber nun nicht mehr für Logistik und Vertrieb verantwortlich – hielt nur mehr 49 % der Unternehmensanteile, während die übrigen 51 % auf die „National Freight Corporation (NFC)“ übertragen wurden. Die NFC, eine profitorientierte, jedoch zu 100 % vom britischen Staat gehaltene Gesellschaft, war 1968 infolge eines verabschiedeten Transportgesetzes (1968 Transport Act) gegründet worden. In die von der damaligen britischen Verkehrsministerin Barbara Castle maßgeblich unterstützte NFC wurden in den folgenden Jahren zahlreiche weitere staatliche britische Transportunternehmen integriert.

### Freightliner als Teil von British Rail
In den 1970er-Jahren ging der von British Rail abgewickelte Güterverkehr sukzessive zurück. Mit dafür verantwortlich waren auch Unternehmen unter dem Dach der National Freight Corporation (NFC), wie beispielsweise National Carriers Ltd (NCL). Um British Rail in die Lage zu versetzen, auf den Verkehrsrückgang offensiver zu reagieren, wurden ab etwa 1975 durch British Rail und die Eisenbahnergewerkschaften Umstrukturierungen gefordert und teilweise durch die britische Regierung umgesetzt. Teil dieser Umstrukturierungen war die Rückübertragung des Freightliner-Systems an British Rail, die zum 4. August 1978 abgeschlossen wurde.

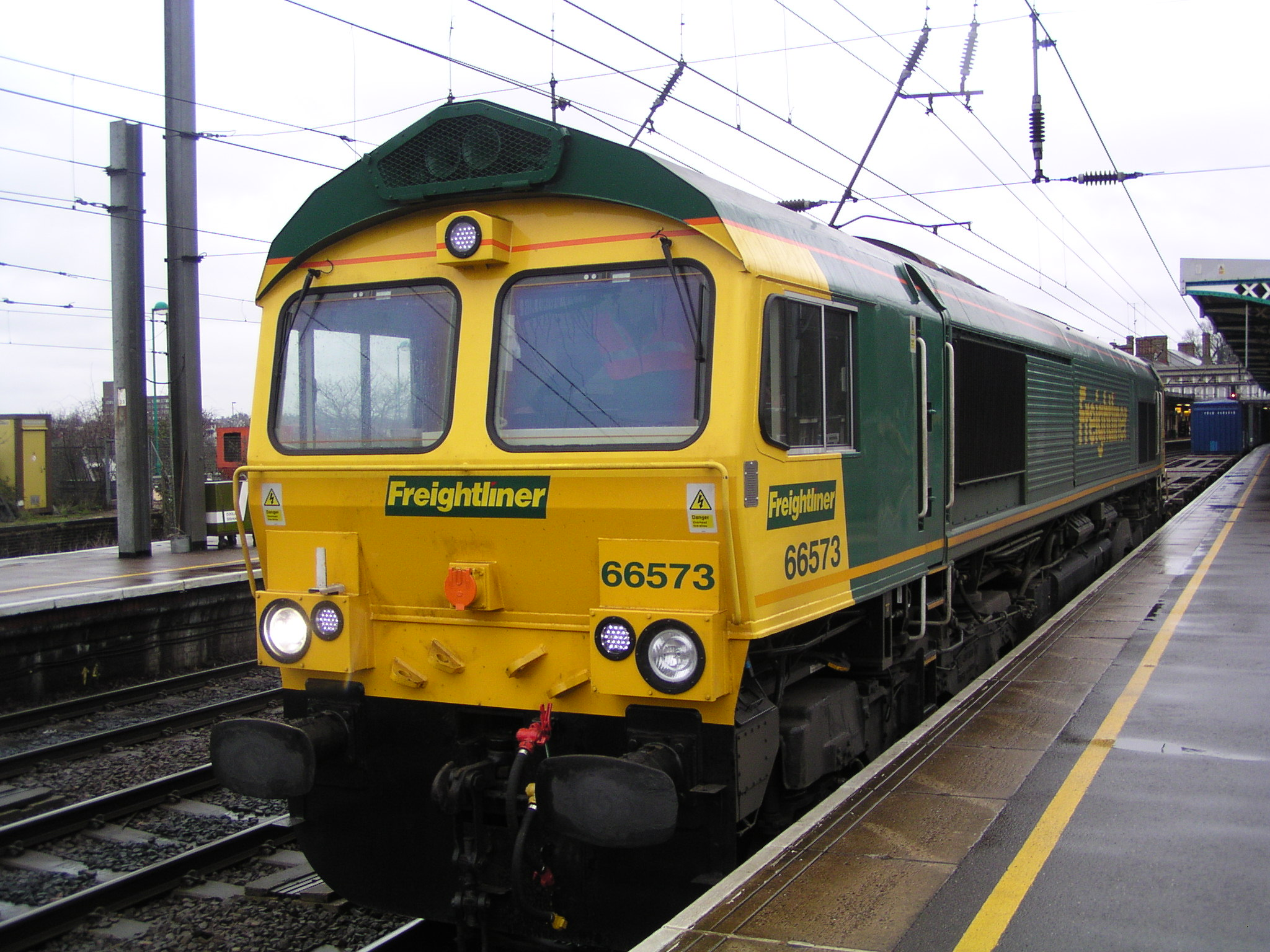
Diesellokomotive der Freightliner Group

## Privatisierung
Auch als Teil von British Rail blieb Freightliner eine vergleichsweise selbständige Einheit. Konsequenterweise bildete Freightliner bei der – als Vorbereitung für deren Privatisierung erfolgten – Aufteilung von British Rail in verschiedene Geschäftseinheiten eine dieser Einheiten. Durch ein 1993 verabschiedetes Eisenbahngesetz wurden diese Einheiten zum 1. April 1994 in selbständige Unternehmen umgewandelt und zum Verkauf ausgeschrieben.
Während die übrigen drei aus dem British-Rail-Güterverkehrsbereich entstandenen Geschäftseinheiten („Mainline Freight“, „Loadhaul“ und „Trans-Rail“) alle in der English, Welsh & Scottish Railway (EWS) aufgingen, machte sich Freightliner Ltd 1996 durch ein Management-Buy-out selbständig.

## Organisationsstruktur und Verkehrsentwicklung
Neben dem klassischen Containertransport begann Freightliner 1999 unter der Bezeichnung Freightliner Heavy Haul auch den Transport von Massengut anzubieten.

### Geschäftsbereich „Freightliner Heavy Haul“
Im April 2001 wurde dieser Geschäftsbereich als eigenständiges Unternehmen Freightliner Heavy Haul Ltd unter dem Dach der Freightliner Group ausgegliedert.
Als erster Großkunde konnte der damalige Betreiber der britischen Schieneninfrastruktur, Railtrack, gewonnen werden, der mit Freightliner einen Großauftrag über die Beförderung von Schotter und anderen Baumaterialien abschloss. Zu den dabei erbrachten Leistungen zählte auch die Anlieferung von Material für den Bau der Sektion 1 von High Speed 1. Ebenfalls 1999 nahm Freightliner die Beförderung von Zügen für die Automobilindustrie auf.
2000 konnte mit Blue Circle Cement erneut ein Großkunde für den Geschäftsbereich „Heavy Haul“ gewonnen werden. Ein weiteres Unternehmen der Zementindustrie, Lafarge, beauftragt Freightliner seit Juli 2002 mit der Abwicklung von Transporten. Baumaterial transportiert Freightliner ferner seit 2003 für Ferndale Aggregates Ltd.
Kohle, das klassische Massenfrachtgut der britischen Eisenbahnen, befördert Freightliner seit 22. Dezember 2000. Mehrere Großaufträge in diesem Bereich führen dazu, dass Freightliner am 12. März 2003 bereits den 10.000sten Kohle-Ganzzug abfertigen kann. Am 6. Januar 2003 konnte Freightliner Heavy Haul mit der East London Waste Authority einen Vertrag mit zehnjähriger Laufzeit über die Beförderung von Hausmüll abschließen.

### Geschäftsbereich „Freightliner Intermodal“
Der Transport von Containern und Wechselbrücken ist weiterhin ein Kerngeschäft des Unternehmens. Dieser Bereich agiert seit April 2001 als Freightliner Intermodal Ltd innerhalb der Unternehmensgruppe Freightliner Group.
Auch wenn inzwischen alle vier Güterverkehrsanbieter auf dem britischen Schienenverkehrsmarkt – neben Freightliner sind dies Direct Rail Services (DRS), English, Welsh & Scottish Railway (EWS) sowie GB Railfreight – Containerverkehre anbieten, ist Freightliner nach wie vor der mit Abstand größte Anbieter auf diesem Segment. Das Unternehmen befördert jährlich Container im Umfang von mehr als einer Million TEU.
Folgende Terminals werden durch Freightliner Intermodal bedient:
- Häfen: Felixstowe, Seaforth, Southampton-Maritime, Southampton Millbrook, Thamesport und Tilbury. Freightliner bietet ferner Verbindungen nach Belfast und Dublin an. Diese beiden Terminals werden jedoch durch Freightliner nicht per Bahn bedient.
- Durch Freightliner betriebene Inlands-Terminals: Barking, Birmingham, Cardiff, Middlesbrough/Cleveland, Coatbridge (bei Glasgow), Leeds, Liverpool und Manchester
- Durch Freightliner bediente unabhängige Terminals: Daventry, Hams Hall (bei Birmingham) und Widnes

## Auslandsaktivitäten

### Freightliner PL

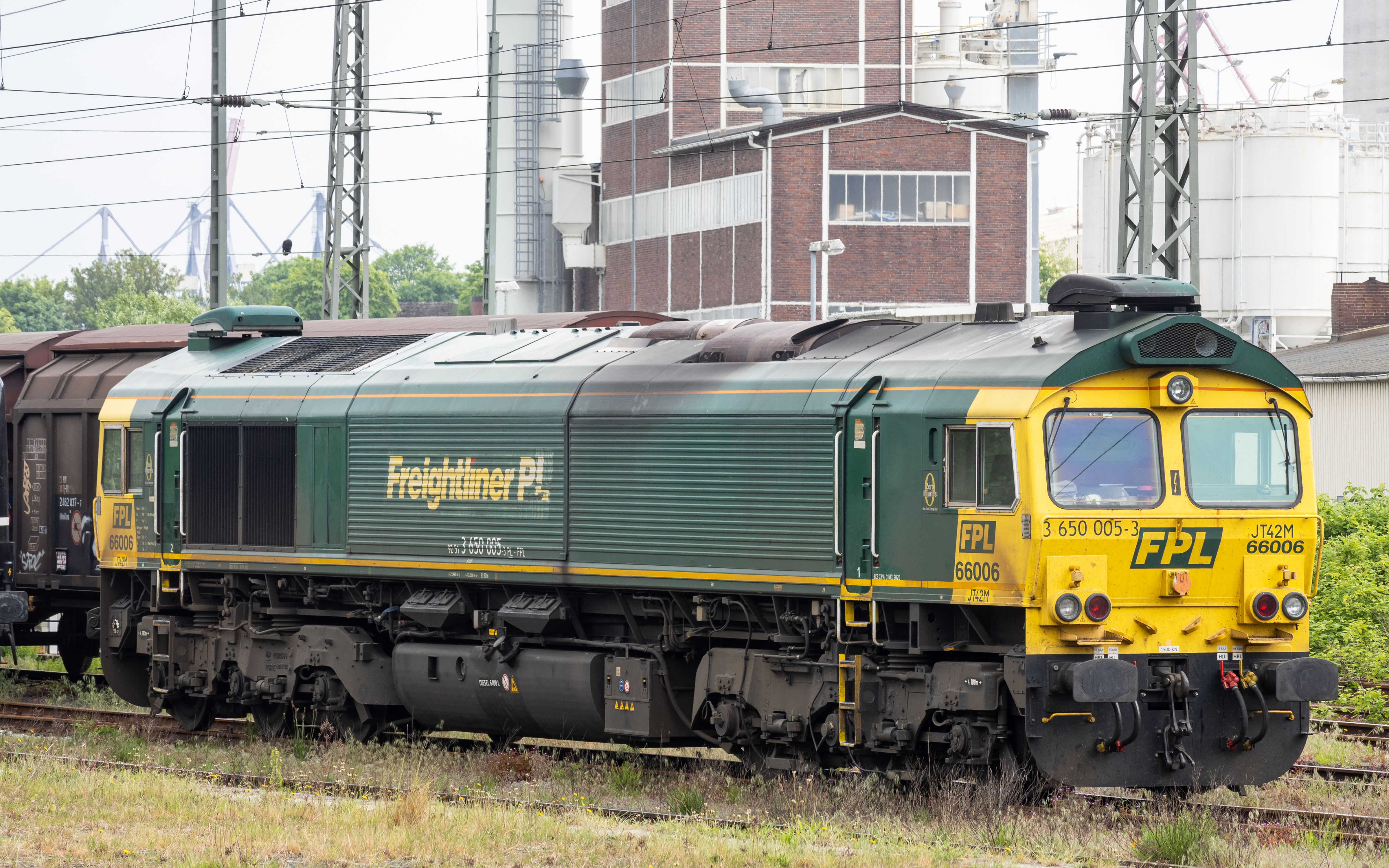
Nr. 66006 der Freightliner PL in Brake (Unterweser)

Seit 2006 hat Freightliner sein Geschäft auf den polnischen Frachtmarkt ausgeweitet. Die polnische Tochtergesellschaft Freightliner PL (FPL) transportiert derzeit hauptsächlich Kohle. Der erste Zug lieferte am 1. September 2007 Steinkohle aus dem im Lubliner Steinkohlebecken liegenden Bergwerk Bogdanka in das Kraftwerk Kozienice. Inzwischen werden jährlich 23 Millionen Tonnen Güter befördert. Freightliner PL nutzt zur Zeit 22 Güterzuglokomotiven des Typs EMD JT42CWR/Class 66. Die Class-66-Lokomotiven 66 001 bis 66 007 werden auch in Deutschland eingesetzt. Außerdem betreibt Freightliner PL seit 2016 fünf Hybridlokomotiven der Baureihe E6ACT (Newag Dragon).

### Freightliner DE
Seit 2007 fährt Freightliner PL bereits auf dem deutschen Schienennetz. Im Sommer 2011 wurde die Freightliner DE GmbH (FDE) mit Sitz in Berlin vom Eisenbahnbundesamt als Eisenbahnverkehrsunternehmen im Personen- und Güterverkehr in Deutschland zugelassen. Der Schwerpunkt liegt im Transport von Schüttgütern mit besonders großen eigenen offenen Güterwagen sowie im Ost-West-Transitverkehr mit überdurchschnittlich schweren Zügen bis 4000 t Gesamtmasse. Zur Traktion werden Diesellokomotiven der Bauart Class 66 eingesetzt.

### Freightliner Australien
Freightliner Australia Pty Ltd wurde im April 2007 gegründet und ist in den Bundesstaaten
Neusüdwales, Queensland und Westaustralien als Eisenbahnverkehrsunternehmen zugelassen. Im Sommer 2009 wurde zunächst der Containerverkehr für eine Baumwoll-Genossenschaft in Neusüdwales begonnen und im Herbst 2010 konnte ein Vertrag über den Transport von jährlich 10 Millionen Tonnen Kohle zwischen den Hunter Valley Minen und dem Hafen von Newcastle geschlossen werden.

### ERS Railways
Das niederländische Unternehmen ERS Railways (Anm.: European Rail Shuttle) ist seit seiner Gründung 1994 als Gemeinschaftsunternehmen der Reedereien Mærsk und P&O Nedlloyd im kombinierten Verkehr tätig und befördert Container sowie Auflieger in Ganzzügen auf verschiedenen europäischen Routen. 2013 wurde es an Freightliner verkauft. Im Mai 2018 wurde ERS Railways, einschließlich des 47 Prozentanteils an dem Eisenbahnverkehrsunternehmens boxXpress, wieder an Hupac weiterverkauft.

## Triebfahrzeuge
Die Freightliner Group verfügt derzeit über mehr als 150 einsatzfähige Lokomotiven. Den größten Anteil stellen dabei 96 in mehreren Bauserien fabrikneu von EMD beschaffte Diesellokomotiven des Typs JT42CWR (Baureihe 66).
| Einsatzfähige Lokomotiven |                            |                               |        |          |                                                    |        |
| Baureihe                  | Typ                        | Baujahr                       | Anzahl | Leistung | V/max                                              | F/max  |
| BR-Klasse 08              | Rangierlokomotive (Diesel) | ab 1953                       | 10     | 260 kW   | 32 km/h                                            | 156 kN |
| BR-Klasse 47              | Diesellokomotive           | ab 1962                       | 8      | 1.920 kW | 153 km/h                                           | 267 kN |
| BR-Klasse 57              | Diesellokomotive           | ab 1997 (Umbau aus Klasse 47) | 12     | 1.860 kW | 120 km/h                                           | 245 kN |
| BR-Klasse 66 (Serie 66/5) | Diesellokomotive           | ab 1998                       | 76     | 2.385 kW | 120 km/h                                           | 409 kN |
| BR-Klasse 66 (Serie 66/6) | Diesellokomotive           | ab 2000                       | 18     | 2.385 kW | 105 km/h                                           | 467 kN |
| BR-Klasse 66 (Serie 66/9) | Diesellokomotive           | ab 2004                       | 2      | 2.385 kW | 120 km/h                                           | 409 kN |
| BR-Klasse 86              | Elektrolokomotive          | ab 1965                       | 19     | 2.685 kW | 120 km/h                                           | 258 kN |
| BR-Klasse 90              | Elektrolokomotive          | ab 1987                       | 10     | 3.566 kW | 120 km/h (Güterverkehr) 177 km/h (Personenverkehr) | 258 kN |